# Solomon Bockarie
Solomon Bockarie (ur. 18 maja 1987) – holenderski lekkoatleta specjalizujący się w biegach sprinterskich. Do 21 maja 2015 na arenie międzynarodowej reprezentował barwy Sierra Leone.
W 2014 uczestniczył w Igrzyskach Wspólnoty Narodów w Glasgow, lecz w żadnym z biegów nie zdołał awansować z eliminacji. Rok później wystąpił w biegu rozstawnym 4 × 100 metrów podczas światowego czempionatu w Pekinie. W 2016 zaliczył po trzy występy na mistrzostwach Europy w Amsterdamie i igrzyskach olimpijskich w Rio de Janeiro.
Wielokrotny złoty medalista mistrzostw Holandii oraz reprezentant kraju w drużynowych mistrzostwach Europy.

## Osiągnięcia
| Rok                        | Impreza                                 | Miejsce                    | Konkurencja                | Lokata                     | Wynik                      |
| Reprezentacja Sierra Leone | Reprezentacja Sierra Leone              | Reprezentacja Sierra Leone | Reprezentacja Sierra Leone | Reprezentacja Sierra Leone | Reprezentacja Sierra Leone |
| -------------------------- | --------------------------------------- | -------------------------- | -------------------------- | -------------------------- | -------------------------- |
| 2014                       | Halowe mistrzostwa świata               | Sopot                      | bieg na 60 metrów          | –                          | DNS                        |
| 2014                       | Igrzyska Wspólnoty Narodów              | Glasgow                    | bieg na 100 metrów         | eliminacje                 | 10,83                      |
| 2014                       | Igrzyska Wspólnoty Narodów              | Glasgow                    | bieg na 200 metrów         | eliminacje                 | 21,45                      |
| 2014                       | Igrzyska Wspólnoty Narodów              | Glasgow                    | sztafeta 4 × 100 metrów    | eliminacje                 | 40,55                      |
| Reprezentacja Holandia     |                                         |                            |                            |                            |                            |
| 2015                       | I liga drużynowych mistrzostw Europy    | Heraklion                  | bieg na 100 metrów         | eliminacje                 | 10,67                      |
| 2015                       | I liga drużynowych mistrzostw Europy    | Heraklion                  | sztafeta 4 × 100 metrów    | 1. miejsce                 | 39,23                      |
| 2015                       | Mistrzostwa świata                      | Pekin                      | sztafeta 4 × 100 metrów    | eliminacje                 | 38,41                      |
| 2016                       | Mistrzostwa Europy                      | Amsterdam                  | bieg na 100 metrów         | 7. miejsce                 | 10,25                      |
| 2016                       | Mistrzostwa Europy                      | Amsterdam                  | bieg na 200 metrów         | 4. miejsce                 | 20,56                      |
| 2016                       | Mistrzostwa Europy                      | Amsterdam                  | sztafeta 4 × 100 metrów    | 4. miejsce                 | 38,54                      |
| 2016                       | Igrzyska olimpijskie                    | Rio de Janeiro             | bieg na 100 metrów         | eliminacje                 | 10,36                      |
| 2016                       | Igrzyska olimpijskie                    | Rio de Janeiro             | bieg na 200 metrów         | eliminacje                 | 20,42                      |
| 2016                       | Igrzyska olimpijskie                    | Rio de Janeiro             | sztafeta 4 × 100 metrów    | eliminacje                 | 38,53                      |
| 2017                       | IAAF World Relays                       | Nassau                     | sztafeta 4 × 100 metrów    | –                          | DNF                        |
| 2017                       | Superliga drużynowych mistrzostw Europy | Lille                      | bieg na 200 metrów         | eliminacje                 | 21,25                      |
| 2018                       | Mistrzostwa Europy                      | Berlin                     | bieg na 200 metrów         | 8. miejsce                 | 20,39                      |

## Rekordy życiowe
- Bieg na 60 metrów (hala) – 6,62 (2017)
- Bieg na 100 metrów – 10,13 (2016)
- Bieg na 200 metrów – 20,37 (2016) / 20,21 (2017)